# Perapat Hilir
Perapat Hilir is een bestuurslaag in het regentschap Aceh Tenggara van de provincie Atjeh, Indonesië. Perapat Hilir telt 1891 inwoners (volkstelling 2010).